# Danuta Berezowska-Prociów
Danuta Prociów z domu Berezowska (ur. 7 lipca 1948 w Szopienicach) – polska lekkoatletka, specjalistka skoku wzwyż, trzykrotna mistrzyni Polski.

## Życiorys
Na europejskich igrzyskach juniorów w 1966 w Odessie zajęła 8. miejsce. 
Na europejskich igrzyskach halowych w 1969 w Belgradzie zajęła 7. miejsce. Startowała na mistrzostwach Europy w 1969 w Atenach, ale odpadła w eliminacjach. Zajęła 6. miejsce podczas halowych mistrzostw Europy w 1970 w Wiedniu.
Była trzykrotną mistrzynią Polski w skoku wzwyż w 1968, 1969 i 1971 oraz wicemistrzynią m w 1967.
Dwukrotnie poprawiała rekord Polski w tej konkurencji, osiągając 177 cm (12 października 1968 w Krakowie) i 178 cm (2 lipca 1969 w Krakowie). Ten ostatni rezultat jest również jej rekordem życiowym.
W latach 1965–1971 piętnaście razy wystąpiła w meczach reprezentacji Polski, odnosząc jedno zwycięstwo indywidualne.
Była zawodniczką AZS Kraków.